# Panterschildpad
De panterschildpad of luipaardschildpad (Stigmochelys pardalis) is een schildpad uit de familie landschildpadden (Testudinidae).

## Uiterlijke kenmerken
De paradoxale naam panter(-)schildpad slaat op de kleurentekening, een gelige of beige basiskleur met kleine, onregelmatige bruine of zwarte vlekken. Het centrum van iedere grotere rugplaat heeft een vijfhoekige geelgrijze vlek en de tekening komt enigszins 'afgebladderd' over; de vlekken vertonen scheur-achtige, grillige randen, met name bij oudere dieren. Heel oude dieren zijn vaak licht met een paar kleine vlekjes; de tekening vervaagt naarmate de schildpad ouder wordt. Bij juvenielen is de tekening juist heel scherp; een strakke, gele lijn aan de binnenzijde van iedere schildplaat op de rug.
De panterschildpad heeft een opvallend hoog en bolvormig schild. Het is een grote soort, de panterschildpad kan een schildlengte bereiken tot 72 cm en dergelijke exemplaren hebben een gewicht van 40 kilogram. De voorpoten van de schildpad hebben vaak enkele grote, scherpe uitstekende schubben. Bij jonge exemplaren is het vaak moeilijk om te zien of het om een mannelijk of vrouwelijk exemplaar gaat. Naarmate ze ouder worden, wordt het schild op de buik van de schildpad wat holler. Hierdoor is het makkelijker om te paren, aangezien de mannetjes hierbij op de vrouwtjes klimmen. Met een vlak buikschild zou hij er makkelijker af glijden. Ook hebben de mannetjes veelal een langere staart dan de vrouwtjes maar blijven ze qua lichaamsgrootte kleiner dan de vrouwtjes.

## Verspreiding en habitat
De schildpad komt voor in het midden en zuiden van Zuid-Afrika en het zuiden van Namibië. De schildpad leeft in subtropische en tropische gebieden maar wel op droge plaatsen. De habitat varieert: van bosranden en grasland tot halfwoestijn. De schildpad is te vinden vanaf zeeniveau tot een hoogte van maximaal zo'n 1500 meter.
Door de (inter)nationale handel in deze dieren die o.a. graag als huisdieren worden gehouden staat de populatie van de panterschildpadden behoorlijk onder druk.

## Voedsel
Op het menu staan plantendelen als bladeren, vruchten en voornamelijk grassen, het is een grazende schildpad. Het voedsel bestaat voornamelijk uit gras, maar ook bladeren, fruit en bloemen lust hij graag.
De panterschildpad foerageert voornamelijk overdag waarbij de heetste momenten van de dag bij voorkeur worden doorgebracht in een schaduwrijke omgeving onder struiken of in holen. Gedurende de regentijd is de schildpad het meest actief, vooral in de ochtend.

## Voortplanting
Het regenseizoen is het seizoen waarbij de schildpadden zich meestal voortplanten. Tijdens de paartijd vechten de mannetjes om de vrouwtjes waarbij de schildpadden elkaar met de schilden weg proberen te duwen. Ondertussen maken ze harde sissende, blazende en grommende geluiden. Het vrouwtje graaft een kuil in het zand waar ze tussen de 4 tot 30 eieren legt. De eieren worden in de avond of nacht gelegd. Als alle eieren gelegd zijn wordt de kuil weer met zand afgedekt.
De tijd dat de eieren uitkomen verschilt per regio enigszins. Doorgaans is het in oostelijk Afrika warme dan in Zuidelijk Afrika waardoor de tijd voordat de eieren uitkomen in oostelijk Afrika veelal op 10 maanden ligt. Des te verder naar het zuiden des te langer het duurt voordat de eieren uitkomen. In Zuid-Afrika kan het zelfs 15 maanden duren.
Veel nesten vallen helaas ten prooi aan allerlei dieren die het op eieren hebben voorzien zoals slangen, varanen en mangoesten. Ook de jonge schildpadden vallen daarnaast ook nog eens vaak ten prooi aan deze dieren maar ook aan roofvogels, kleine roofdieren en zelfs grotere roofdieren zoals hyena's en leeuwen. Pas als de jongen een lengte van zo'n 20cm hebben bereikt zijn ze meestal veilig.

## Naamgeving en taxonomie
De soortnaam pardalis betekent 'panter'. De soort werd voor het eerst wetenschappelijk beschreven door Thomas Bell in 1828. De panterschildpad werd lange tijd tot het geslacht Testudo gerekend, en later tot Centrochelys (2002) en Psammobates (2006). Hierdoor wordt de verouderde wetenschappelijke naam in de literatuur wordt gebruikt. In 2007 werd de soort ingedeeld onder het monotypische geslacht Stigmochelys door Fritz en Havaš.
De panterschildpad wordt vertegenwoordigd door twee ondersoorten die wat verschillen in verspreidingsgebied. Dit zijn de oostelijke panterschildpad (Stigmochelys pardalis babcocki), en de westelijke panterschildpad (Stigmochelys pardalis pardalis).

## Afbeeldingen

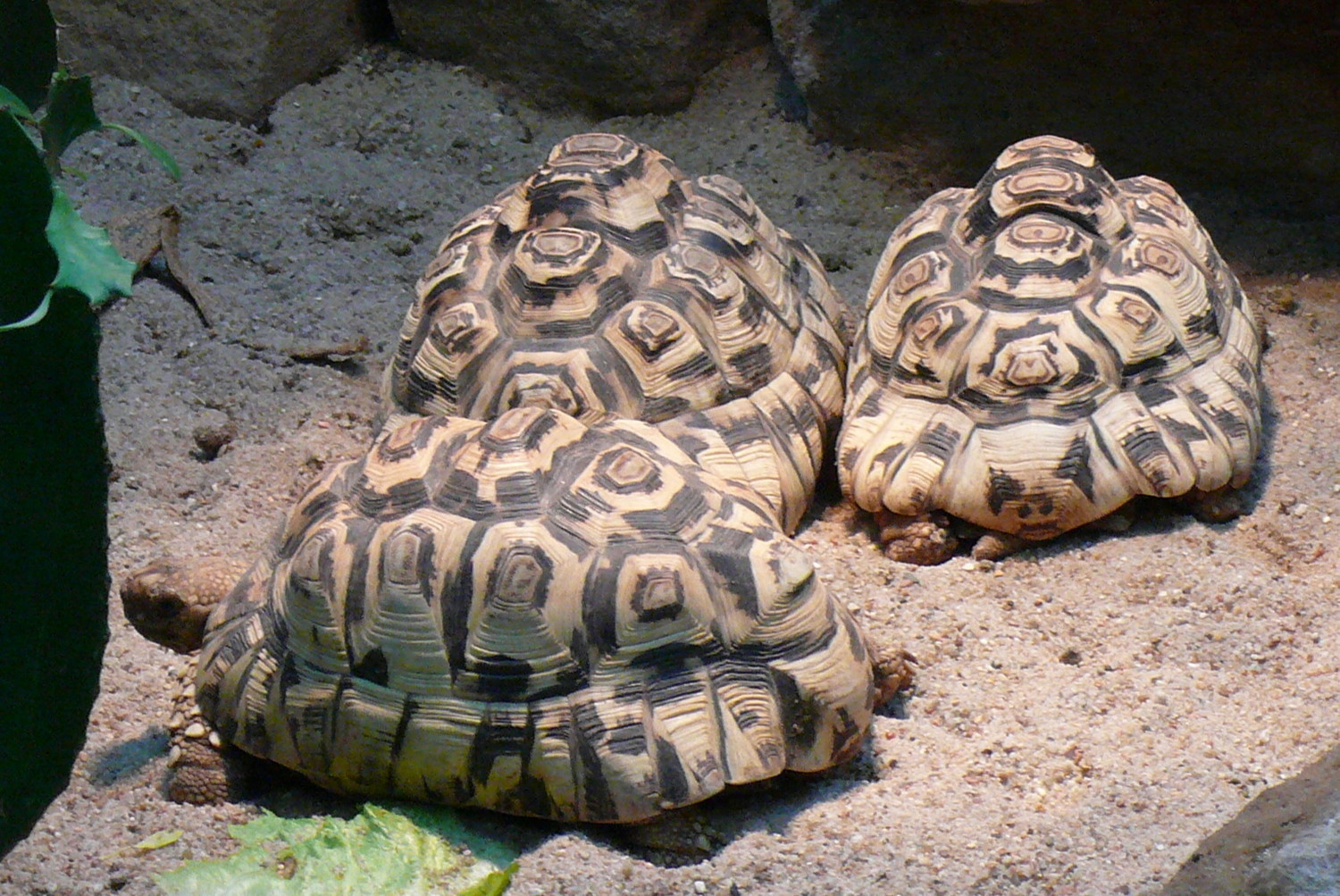
Drie exemplaren in een dierentuin
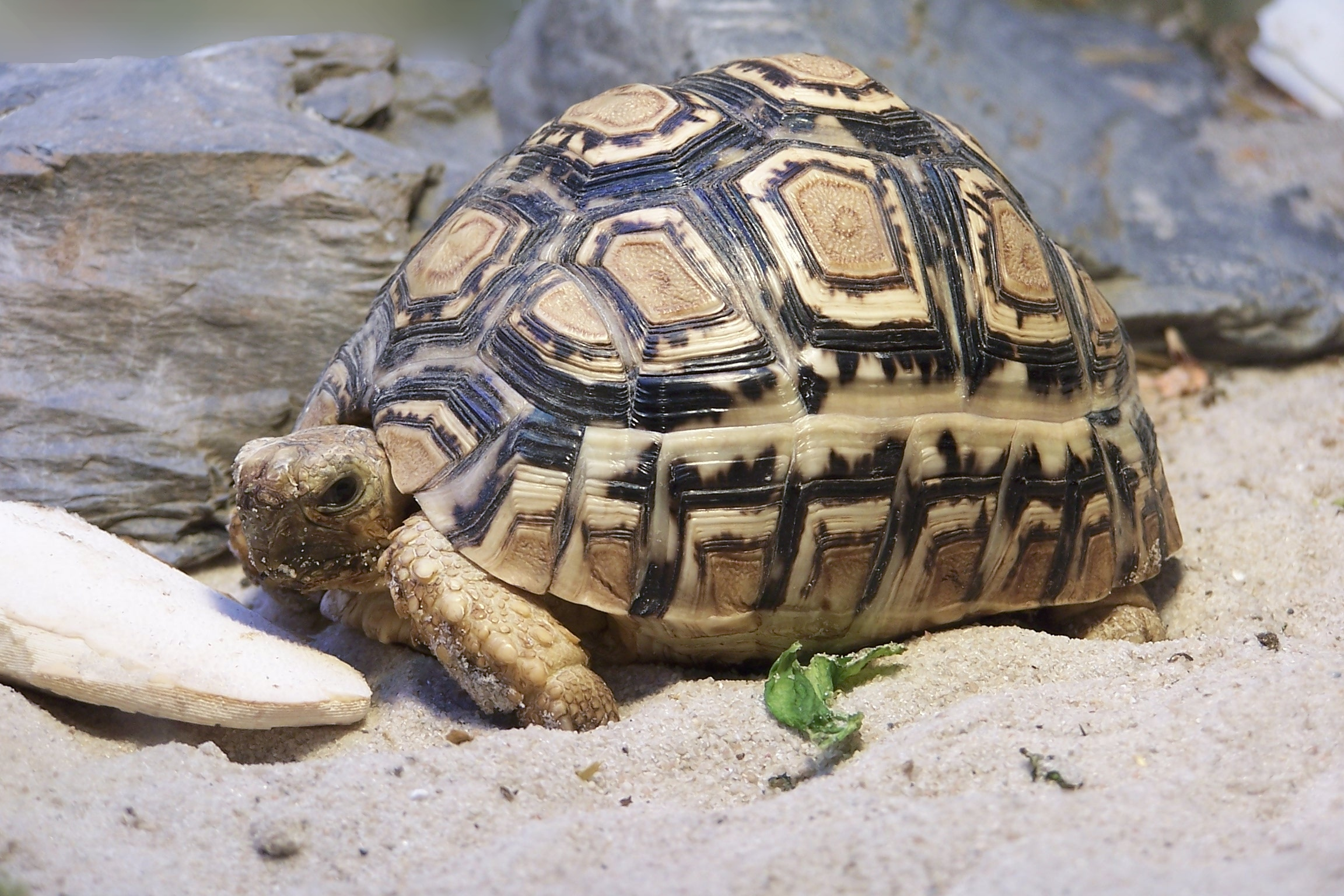
Een juveniel van drie jaar oud